# Министерство энергетики Шри-Ланки
Министерство энергетики Шри-Ланки руководит разработкой и осуществлением политики в области производства, передачи, распределения и розничной торговли электрической энергии в Шри-Ланке. Министерство также непосредственно участвует в реализации крупных энергетических проектов.

## Департаменты
- Цейлонский Электрический совет
- Фонд энергосбережения
- Устойчивое энергетическое агентство Шри-Ланки
- ОсОО «Ланка-Трансформаторы»
- Электрическая компания «Ланка»